# Villa del Carbón
Villa del Carbón es la cabecera del municipio de Villa del Carbón, está ubicada al centro del municipio, sobre la Sierra de Monte Alto, Estado de México. Villa del Carbón se encuentra a 2,600 m s. n. m. (msnm: metros sobre el nivel del mar). La cabecera municipal se localiza a 2,595 m s. n. m., fue declarada Pueblo Mágico en el 2015 y es hoy un en día, una localidad turistíca.

## Toponimia
El nombre de la localidad proviene del otomí "Nñothe", que significa; en la cima del cerro.

## Geografía
Se localiza al norte del Estado de México, entre las coordenadas latitud 19° 43’ 11” mínima y 19° 46’ 20” máxima; longitud 99° 13’ 25” mínima y 99° 23’ 27” máxima con una altura de 2,595 metros sobre el nivel del mar, a una distancia de 40 km de la Ciudad de México y 128 km de la ciudad de Toluca de Lerdo.

## Artesanías
Entre la variedad de artesanías que se encuentran en el municipio están los trabajos en piel vacuna, de cerdo, borrego y conejo; textiles en lana, como ponchos, bufandas, suéteres, cobijas, guantes, calcetines; productos de mimbre; y por parte del quehacer gastronómico, se ubica el tradicional rompope. Destacan los sombreros estilo cazador de piel y también los elaborados con material sintético, que rescatan una tradición centenaria de varias generaciones; así mismo, se pueden mencionar los botines charros, cinturones, chamarras, abrigos, sombreros y bolsas, entre otras prendas de vestir y piezas de ornato de la rama talabartería y peletería fabricadas por manos mexiquenses.
En la actualidad se cuenta con 815 artesanas y artesanos en el municipio según el Registro Estatal de Artesanas y Artesanos, agosto 2023, de los cuales una mayoría trabajan los botines en la rama de talabartería y peletería; una cantidad considerable de artesanos trabajan los quexquémetl de la rama textiles; también, se fabrican portavasos de fibras vegetales; le siguen los juguetes de madera que también se elaboran en la región; y si de hablar de sabores se trata, también se producen conservas artesanales por artesanos dedicados a la gastronomía.